# Kambal, Karibal
Kambal, Karibal est une série télévisée philippine diffusée entre le 27 novembre 2017 et le 3 août 2018 sur GMA Network,.

## Synopsis
L'histoire se concentre sur les jumeaux Crisanta et Criselda. Criselda meurt en raison d'une maladie rare et reste un esprit qui n'apparaît à Crisanta. Leur lien commence à s'effondrer quand ils tombent amoureux de Diego. La rivalité entre eux s'accumule quand les affections de leur mère sont concentrées sur Crisanta. Quand les émotions de Criselda la consument et que son âme trouve le corps d'une autre personne, elle revient pour prendre à la fois l'affection de sa mère et l'amour de Diego

## Distribution

### Acteurs principaux
- Miguel Tanfelix : Diego Ocampo de Villa / Black Lady
- Bianca Umali : Crisanta "Crisan" Enriquez Magpantay / Crisanta "Crisan" Abaya Bautista / Criselda "Crisel" Enriquez Magpantay / Criselda "Crisel" Abaya Bautista / Franchesca "Cheska" Enriquez de Villa / Victoria Enriquez Magpantay
- Pauline Mendoza : Criselda "Crisel" Enriquez Magpantay / Criselda "Crisel" Abaya Bautista / Francheska "Cheska" Enriquez de Villa / Crisanta "Crisan" Enriquez Magpantay / Crisanta "Crisan" Abaya Bautista / Amanda Enriquez Magpantay
- Kyline Alcantara : Francheska "Cheska" Enriquez de Villa / Crisanta "Crisan" Enriquez Magpantay / Crisanta "Crisan" Abaya Bautista / Criselda "Crisel" Enriquez Magpantay / Criselda "Crisel" Abaya Bautista / Grace

### Acteurs secondaires
- Jean Garcia : Teresa Abaya vda. Bautista
- Marvin Agustin : Dr Raymond de Villa / Samuel de Villa
- Alfred Vargas : Allan Magpantay
- Carmina Villarroel : Geraldine Enriquez-de Villa /Magpantay
- Gloria Romero : Maria Anicia Enriquez
- Christopher de Leon : Dr Emmanuel "Manuel" de Villa
- Jeric Gonzales : Michael Roy "Makoy" Claveria
- Franchesca Salcedo : Norilyn "Nori" Canlas
- Rafa Siguion-Reyna : Dr Vincent de Jesus
- Sheree Bautista : Lilian Ocampo
- Raquel Monteza : Mildred Abaya